# Phytoecia
Phytoecia is een kevergeslacht uit de familie van de boktorren (Cerambycidae). De wetenschappelijke naam van het geslacht werd voor het eerst geldig gepubliceerd in 1835 door Dejean.

## Soorten
Phytoecia omvat de volgende soorten:
- Phytoecia albosuturalis Breuning, 1947
- Phytoecia approximata Pu, 1992
- Phytoecia cinctipennis Mannerheim, 1849
- Phytoecia guilleti Pic, 1906
- Phytoecia kukunorensis (Breuning, 1943)
- Phytoecia punctipennis Breuning, 1947
- Phytoecia sareptana Ganglbauer, 1888
- Phytoecia testaceolimbata Pic, 1933
- Phytoecia circumdata Kraatz, 1882
- Phytoecia valentinae Skrylnik, 2010
- Phytoecia adelpha Ganglbauer, 1886
- Phytoecia alziari (Sama, 1992)
- Phytoecia ariannae (Pesarini & Sabbadini, 2011)
- Phytoecia armeniaca Frivaldszky, 1878
- Phytoecia demelti (Sama, 2003)
- Phytoecia diademata Faldermann, 1837
- Phytoecia ferrugata Ganglbauer, 1884
- Phytoecia flavescens (Brullé, 1832)
- Phytoecia humeralis (Waltl, 1838)
- Phytoecia imperialis (Sama & Rejzek, 2001)
- Phytoecia insignata Chevrolat, 1854
- Phytoecia millefolii (Adams, 1817)
- Phytoecia orbicollis Reiche & Saulcy, 1858
- Phytoecia paulusi Holzschuh, 1971
- Phytoecia plasoni Ganglbauer, 1884
- Phytoecia pontica Ganglbauer, 1884
- Phytoecia praetextata (Steven, 1817)
- Phytoecia pretiosa Faldermann, 1837
- Phytoecia erivanica Reitter, 1899
- Phytoecia pici Reitter, 1892
- Phytoecia truncatipennis Pic, 1919
- Phytoecia alinae Kasatkin, 2012
- Phytoecia affinis (Harrer, 1784)
- Phytoecia anatolica Fuchs & Breuning, 1971
- Phytoecia argus (Frölich, 1793)
- Phytoecia astarte Ganglbauer, 1886
- Phytoecia cephalotes Küster, 1846
- Phytoecia faldermanni Faldermann, 1837
- Phytoecia griseicornis Pic, 1892
- Phytoecia kurdistana Ganglbauer, 1884
- Phytoecia puncticollis Faldermann, 1837
- Phytoecia rubropunctata (Goeze, 1777)
- Phytoecia tirellii Luigioni, 1912
- Phytoecia wachanrui Mulsant, 1851
- Phytoecia analis (Fabricius, 1781)
- Phytoecia atripennis Breuning, 1951
- Phytoecia atrohumeralis Breuning, 1964
- Phytoecia basilewskyi Breuning, 1950
- Phytoecia cylindricollis (Kolbe, 1893)
- Phytoecia fuscolateralis Breuning, 1977
- Phytoecia haroldii (Fåhraeus, 1872)
- Phytoecia nigriventris (Kolbe, 1893)
- Phytoecia nigrohumeralis Breuning, 1950
- Phytoecia pseudafricana Breuning, 1951
- Phytoecia pseudosomereni Breuning, 1964
- Phytoecia somereni Breuning, 1951
- Phytoecia sylvatica (Hintz, 1916)
- Phytoecia acridula Holzschuh, 1981
- Phytoecia aenigmatica Sama, Rapuzzi & Rejzek, 2007
- Phytoecia algerica Desbrochers, 1870
- Phytoecia anatolica Holzschuh, 1980
- Phytoecia annulicornis Reiche, 1877
- Phytoecia annulipes Mulsant & Rey, 1863
- Phytoecia asiatica Pic, 1891
- Phytoecia atripes Pic, 1922
- Phytoecia bangi Pic, 1897
- Phytoecia bialookii Danilevsky, 2010
- Phytoecia bodemeyeri Reitter, 1913
- Phytoecia bruneicollis Pu, 1992
- Phytoecia caerulea (Scopoli, 1772)
- Phytoecia centaureae Sama, Rapuzzi & Rejzek, 2007
- Phytoecia coeruleipennis Breuning, 1946
- Phytoecia coeruleomicans Breuning, 1946
- Phytoecia croceipes Reiche & Saulcy, 1858
- Phytoecia cylindrica (Linnaeus, 1758)
- Phytoecia erythrocnema Lucas, 1849
- Phytoecia ferrea Ganglbauer, 1887
- Phytoecia flavipes (Fabricius, 1801)
- Phytoecia gaubilii Mulsant, 1851
- Phytoecia geniculata Mulsant, 1862
- Phytoecia gougeletii Fairmaire, 1880
- Phytoecia griseola Breuning, 1951
- Phytoecia icterica (Schaller, 1783)
- Phytoecia kabateki Sama, 1997
- Phytoecia kartalensis Danilevsky, 2010
- Phytoecia lahoulensis Breuning, 1951
- Phytoecia malachitica Lucas, 1849
- Phytoecia manicata Reiche & Saulcy, 1858
- Phytoecia marki Danilevsky, 2008
- Phytoecia mongolorum Namhaidorzh, 1979
- Phytoecia napolovi Danilevsky, 2012
- Phytoecia nigricornis (Fabricius, 1782)
- Phytoecia pubescens Pic, 1895
- Phytoecia pustulata (Schrank, 1776)
- Phytoecia rabatensis Pic, 1945
- Phytoecia rufipes (Olivier, 1795)
- Phytoecia rufiventris Gautier, 1870
- Phytoecia rufovittipennis Breuning, 1971
- Phytoecia rungsi Antoine, 1953
- Phytoecia shokhini Kasatkin, 2010
- Phytoecia sikkimensis Pic, 1907
- Phytoecia stenostoloides Breuning, 1943
- Phytoecia subannularis Pic, 1901
- Phytoecia vaulogeri Pic, 1892
- Phytoecia virgula (Charpentier, 1825)
- Phytoecia vulneris Aurivillius, 1923